# Roer en Overmaas

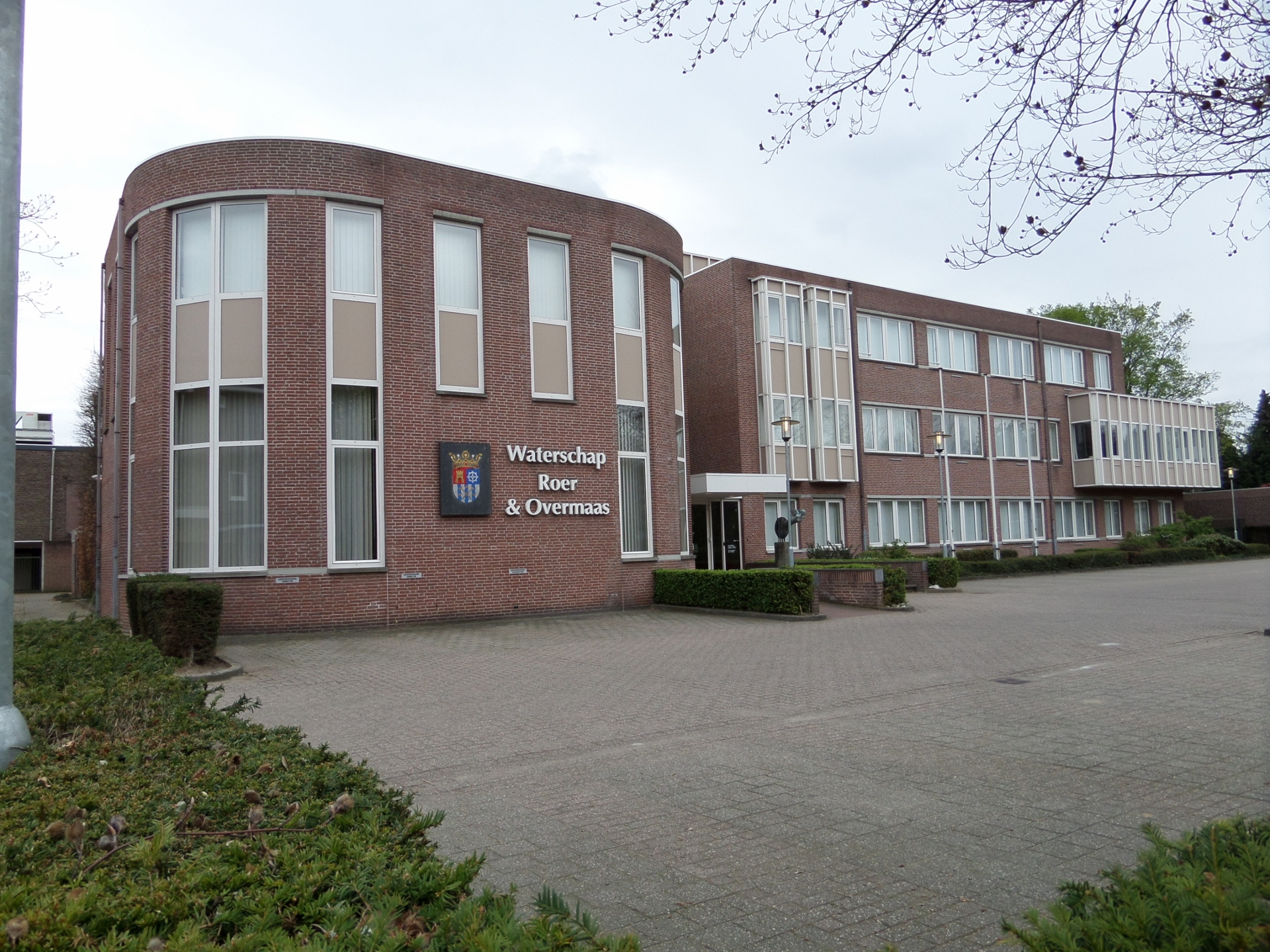
Hoofdkantoor te Sittard

Het waterschap Roer en Overmaas was een waterschap in de Nederlandse provincie Limburg. Op 1 januari 2017 fuseerde het waterschap met Peel en Maasvallei tot Waterschap Limburg.
Het hoogteverschil in het werkgebied was bij Swalmen 16.0 meter boven NAP en Vaals (323 meter boven NAP).

## Geschiedenis
In 1931 richtte men het Waterschap Geleen- en Molenbeek met zijtakken op. De taak van het waterschap was om zorg te dragen voor de waterbeheersing van de beken Geleenbeek en Molenbeek.
In 1957 kwam daar kwaliteitsbeheer bij.
In 1972 besloot Provinciale Staten om het kwaliteitsbeheer aan een zuiveringsschap op te dragen.
In 1980 werd op verzoek van Waterschap De Vlootbeek dit waterschap samengevoegd met het Waterschap van de Geleen- en Molenbeek en kreeg als nieuwe naam Waterschap van de Geleen- en Vlootbeek.
In 1983 werd het gebied van het waterschap uitgebreid met het stroomgebied van het Nederlandse deel van de rivier de Roer en de Maasnielderbeek. Met deze uitbreiding ontstond het Waterschap Roer en Overmaas.
In 1987 werd het waterschap met vrijwel het gehele zuidelijke deel van Limburg uitgebreid.
In 1988 werd het waterschap uitgebreid met het stroomgebied van het Nederlandse deel van de rivier de Worm en wat stukjes langs de Maas. Daarmee bestrijkt het waterschap op dat moment een gebied van 95.000 hectare.
In 2013 werden plannen bekendgemaakt voor een fusie tussen de twee Limburgse waterschappen, Roer en Overmaas en Peel en Maasvallei. Het nieuwe waterschap gaat 'Waterschap Limburg' heten.
Op 4 juli 2014 is besloten dat de fusie zal plaatsvinden op 1 januari 2017.

## Statistieken
- Aantal inwoners werkgebied: ± 718.000, verdeeld over 22 gemeenten
- Aantal beken in onderhoud: 1225
- Totale lengte beken in onderhoud: 974 kilometer
- Aantal plassen: 260
- Aantal regenwaterbuffers: 405
- Totale lengte kades: 83 kilometer

## Waterschapsgebied
Het gebied van het waterschap bestond uit grofweg drie gebieden:
- een noordelijk deel: hier lagen de stroomgebieden van de Maasnielderbeek, Roer en Vlootbeek in een vrij vlak gebied dat voornamelijk gebruikt wordt voor landbouw en natuur.
- een midden deel: hier lag het stroomgebied van de Geleenbeek met al haar zijrivieren in een licht glooiend landschap.
- een zuidelijk deel: hier lag het stroomgebied van de Geul, Jeker en Voer in een sterk hellend landschap.